# Beb Bakhuys
Elisa Hendrik Bakhuys (Pekalongan, 1909. április 16. – 1982. július 7.) holland válogatott labdarúgó.
A holland válogatott tagjaként részt vett az 1934-es világbajnokságon.